# ミッシェル・リー
ミッシェル・リー（李嘉欣、Michelle Reis、1970年6月20日 - ）は、香港の女優。

## 経歴
マカオ生まれ。ポルトガル系の父を持つ。1988年にミス香港に選出され、TVBに入社。エキゾチックなルックスで注目され、1990年に映画デビューする。1995年、ウォン・カーウァイ監督の『天使の涙』で新境地を開く。その後、1998年にはホウ・シャオシェン監督の『フラワーズ・オブ・シャンハイ』にも出演した。
和田誠監督の『真夜中まで』、三池崇史監督の『漂流街 THE HAZARD CITY』など日本映画にも出演している。また、1997年には資生堂「ピエヌ」のコマーシャルにも出演した。
その後、香港映画界の不振に合わせるように、映画出演は減っていった。
2008年10月28日に許晋亨と結婚。2011年2月に第1子出産。

## 出演作

### 映画
- チャイニーズ・ゴースト・ストーリー2（1990年）
- カジノ・シンジケート 組織犯罪覇権抗争（1990年）
- カジノタイクーン II（1992年）
- 香港魔界大戦（1992年）
- 格闘飛龍 方世玉（1992年）
- スウォーズマン 女神伝説の章（1992年）
- 妖獣都市 〜香港魔界篇〜（1992年）
- チャウ・シンチーのロイヤルトランプ（1992年）
- チャウ・シンチーのロイヤルトランプ2（1992年）
- 電光飛龍 方世玉2（1993年）
- 酔拳3（1994年）
- 天使の涙（1995年）
- 新・欲望の街 古惑仔4 '97古惑仔最終章（1997年）
- アンディ・ラウ アルマゲドン（1997年）
- フラワーズ・オブ・シャンハイ（1998年）
- 真夜中まで（1999年）
- 異邦人たち（2000年）
- 漂流街 THE HAZARD CITY（2000年）
- ヒーリング・ハート 侠骨仁心（2000年）
- 恋愛ベーカリー（2001年）
- Miss 杜十娘（2003年）
- 孫文の義士団（2010年）

### テレビドラマ
- 画魂（2003年）

### CM
- 資生堂「ピエヌ」（1997年～1998年）

### PV
- CHAGE and ASKA「You are free」(1993年)